# Torpedo Włodzimierz

Logo klubu Torpedo Włodzimierz używane do 2015 roku

Torpedo Włodzimierz (ros. Футбольный клуб «Торпедо» Владимир, Futbolnyj Kłub "Torpedo" Władimir) – rosyjski klub piłkarski z siedzibą w mieście Włodzimierz.

## Historia
Chronologia nazw:
- 1959: Trud Włodzimierz (ros. «Труд» Владимир)
- 1960–1968: Traktor Włodzimierz (ros. «Трактор» Владимир)
- 1969–1972: Motor Włodzimierz (ros. «Мотор» Владимир)
- 1973–...: Torpedo Włodzimierz (ros. «Торпедо» Владимир)

Piłkarska drużyna Trud została założona w 1959 w mieście Włodzimierz, chociaż jeszcze wcześniej występował miejscowy klub o nazwie Torpedo, który w 1953 brał udział w rozgrywkach Pucharu ZSRR. W 1959 zespół debiutował w Klasie B, grupie 1 Mistrzostw ZSRR, w której występował do 1962. Następnie spadł do Drugiej Ligi, w której występował do 1989, z wyjątkiem 1970, kiedy to zmagał się w niższej lidze oraz sezonu 1980, kiedy klub był zdjęty z rozgrywek Drugiej Ligi.
Od 1973 klub nazywa się Torpedo.
W Mistrzostwach Rosji klub startował w Pierwszej Lidze, w której występował trzy sezony. W 1994 klub spadł do Drugiej Ligi, a w 1995 do Trzeciej Ligi.
Od 1998 klub ponownie występuje w Drugiej Dywizji, grupie Zachodniej, z wyjątkiem 2000, kiedy to zmagał się w Amatorskiej Lidze.

## Sukcesy
- 6 miejsce w Klasie B ZSRR:

1960
- 1/16 finału w Pucharze ZSRR:

1960
- 6 miejsce w Rosyjskiej Pierwszej Lidze:

1993
- 1/16 finału w Pucharze Rosji:

2006, 2009

## Znani piłkarze
- Walentin Afonin
- / Wiktor Łosiew
- Dmitrij Wiazmikin